# سرویس گردآوری ویژه
سرویس گردآوری ویژه با نام رمزF6 بخش فوق محرمانه مشترکی بین آژانس اطلاعات مرکزی (سیا) و آژانس امنیت ملی ایالات متحده آمریکا است. کار این بخش، شنود ارتباطات مخابراتی در جاهای دست‌نیافتنی مانند سفارت کشورهای خارجی، مراکز ارتباطی، و تأسیسات کشورهای خارجی است. این بخش در اواخر دهه ۱۹۷۰ (میلادی) بنیان‌گذاری شده، ستاد آن در بلتسویل، مریلند است و در عملیات‌های گوناگونی از جنگ سرد تا جنگ با تروریسم، همکاری کرده است.

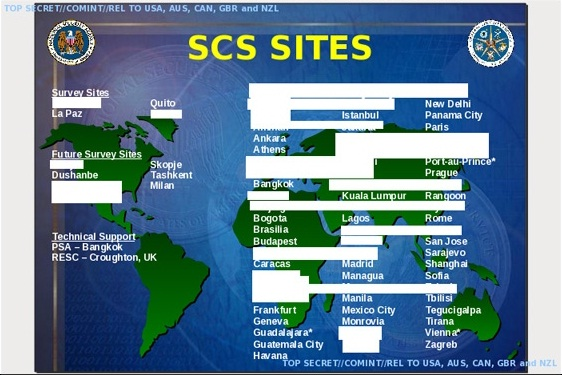
جاهایی که خدمات گردآوری ویژه از سال ۲۰۰۴ (میلادی) تاکنون کار شنود انجام می‌داده است.

## مأموریت
سرویس گردآوری ویژه، یک برنامه بودجه سیاه حکومت فدرال ایالات متحده آمریکا است که با «نیروی مأموریت غیرممکن» ایالات متحده توصیف می‌شود. کار این سرویس، نظارت از نزدیک، شنود، قفل‌شکنی، ورود بدون اجازه، و دزدی است. ستاد این بخش در ساختمان بی‌نام‌ونشانی در بلتسویل، مریلند است که در دوره‌ای، نام آن ساختمان با کوته‌نوشت ساده CSSG مشخص می‌شد. این ساختمان در همسایگی ساختمان وزارت امور خارجه ایالات متحده آمریکا به نام مرکز مدیریت اطلاعات بلتسویل است. این دو ساختمان با فیبر نوری به یکدیگر وصل هستند. کارکنان سرویس گردآوری ویژه، به صورت مشترک از آژانس اطلاعات مرکزی (سیا) و آژانس امنیت ملی ایالات متحده آمریکا هستند. بر پایه تاریخ‌شناس اطلاعاتی جمیز بمفورد مقام رئیس سرویس گردآوری ویژه، متناوباً بین آژانس امنیت ملی و سازمان اطلاعات مرکزی (سیا) می‌چرخد. کارمندان سرویس گردآوری ویژه، در سفارت و کنسولگری‌های آمریکا در خارج از این کشور کار می‌کنند. این کارکنان از پوشش سرویس خارجی ایالات متحده آمریکا یا سرویس مخابرات دیپلماتیک برای برقراری ارتباط استفاده می‌کنند. مأموریت آنها شنود اطلاعات حساس دربارهٔ جاسوسی، جنگ‌افزار هسته‌ای، شبکه‌های تروریستی، قاچاق موادمخدر، و دیگر مسائل مرتبط با امنیت ملی است.
سرویس گردآوری ویژه برای غلبه بر مشکل آژانس امنیت ملی در رهگیری «منفعلانه» ارتباطات، با تجهیزات رهگیری گوناگون آن سازمان در سراسر جهان بنیان‌گذاری شد. اما پیشرفته‌تر شدن تجهیزات ارتباطی خارجی، امکان رهگیری منفعلانه را بی‌معنی می‌کرد و به جای آن، نیاز به دسترسی مستقیم به تجهیرات ارتباطی را می‌طلبید. همزمان آژانس اطلاعات مرکزی (سیا) به ماموان مخفی در سراسر جهان برای انجام عملیات مخفیانه دسترسی داشت؛ بنابراین می‌توانست به تجهیزات ارتباط خارجی، دسترسی داشته باشد. اما متخصصان شنود ارتباطی مانند آژانس امنیت ملی نداشت. در نتیجه، سرویس گردآوری ویژه پدید آمد تا توانایی اطاعات ارتباطی آژانس امنیت ملی را با توان انجام عملیات مخفیانه سازمان اطلاعات مرکزی بیامیزد تا دسترسی به سامانه‌های پیشرفته ارتباط خارجی فراهم شود.
سرویس گردآوری ویژه از فناوری دستگاه شنود پنهانی استفاده می‌کند تا سفارت کشورهای خارجی، مراکز ارتباطی، مجتمع‌های رایانه‌ای، شبکه‌های فیبر نوری، و تأسیسات دولتی را شنود کند. حکومت آمریکا هرگز وجود این بخش را رسماً تأیید نکرده است و دانش کمی دربارهٔ فناوری و روش‌های آن وجود دارد. آنچه دربارهٔ کارکرد درونی سرویس گردآوری ویژه می‌دانیم از کتاب جهان جاسوسی مایک فراست در سال ۱۹۹۴ (میلادی) می‌آید. مایک فراست در این کتاب از برنامه‌ای پرده برداشت که برای کارمندان درون این بخش، با نام «پارک دانشگاه» (به انگلیسی: College Park) شناخته می‌شد. در سال ۲۰۰۸ (میلادی) گزارش شد که سرویس گردآوری ویژه، کارشناسان کلیدی ارتباطات خارجی مانند مدیران پایگاه داده، مدیران سامانه‌ها، و متخصصان فناوری اطلاعات را استخدام می‌کند.
در اکتبر ۲۰۱۳ گزارش‌های کارمند پیشین آژانس امنیت ملی، ادوارد اسنودن، آشکار کرد که سرویس گردآوری ویژه به همراه شنود و ضبط نظام‌مند ارتباطات مخابراتی شماری زیادی از مقام‌ها و شهروندان اروپا و آمریکای جنوبی تلفن همراه شخصی صدر اعظم آلمان، آنگلا مرکل را برای بیش از ۱۰ سال شنود می‌کرده است.

## تاریخچه

### پیشینه
سرویس گردآوری ویژه در سال ۱۹۷۸ (میلادی) در میانه جنگ سرد بین ایالات متحده آمریکا و اتحاد جماهیر شوروی سوسیالیستی آغاز به کار کرد.
با پیشرفت فناوری‌های رمزنگاری در پایان سده ۲۰ (میلادی) شکستن بسیاری از کدهای رمزنگاری سیگنال‌های مخابراتی، ممکن نبود؛ بنابراین رهگیری آسان و رمزگشایی ارتباطات خارجی با روش‌های منفعلانه، دیگر امکانپذیر نبود. پس، فناوری و دستگاه‌های شنود، بازطراحی شدند و حکومت آمریکا به جای روش‌های پیشین، رهگیری ارتباطی را با منابع خود انجام داد. در نتیجه در دهه ۱۹۹۰ (میلادی) کارکرد سرویس گردآوری ویژه، برای پوشش این عملیات، گسترش یافت.

### افشاگری اسنودن
بر پایه افشاگری‌های اسناد ادوارد اسنودن، سرویس گردآوری ویژه، بخشی از برنامه نظارت جهانی بزرگتری به نام استیت‌روم است.

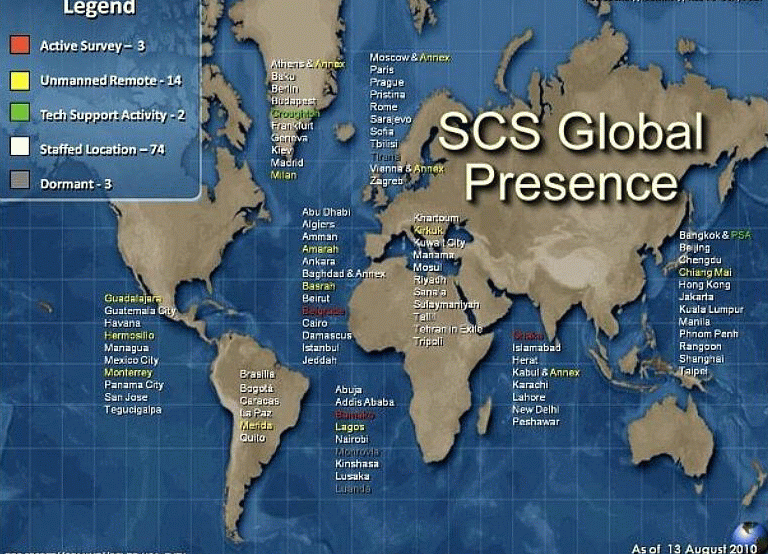
موقعیت مکانی و وضعیت سایت‌های شنود بخش سرویس گردآوری ویژه در ۱۳ اوت ۲۰۱۰

## کنش‌ها

### جنگ سرد
بر پایه‌گذارش‌ها کارمندان سرویس گردآوری ویژه، دستگاه‌های شنود را در جای نشستن کبوترها در سقف پنجره‌های سفارت شوروی در واشینگتن، دی.سی. کار گذاشته بودند.

### نفوذ
در دهه ۱۹۹۰ سرویس گردآوری ویژه به خاطر رئیس نامحبوب آژانس اطلاعات فدرال (اف‌بی‌آی)، رابرت هانسین به خطر افتاد؛ زیرا هانسین در مسکو به دولت روسیه، اطلاعاتی دربارهٔ عملیات پیشرفته شنود آمریکا در خارج از آمریکا داد. اگرچه، این برنامه آنقدر پنهانی بود که پس از دستگیری هانسین، آژانس اطلاعات فدرال (اف‌بی‌آی)، تنها دربارهٔ آن، کُلی‌گویی می‌کرد و می‌گفت: «این برنامه‌ای با ارزش، پر هزینه، و مهم برای حکومت فدرال آمریکا است.»
افغانستان
در سال ۱۹۹۹ (میلادی) و در دوره ریاست‌جمهوری بیل کلینتون، به دنبال بمب‌گذاری در سفارت‌های آمریکا در ۱۹۹۸ (میلادی) در دارالسلام (تانزانیا)، و نایروبی کنیا، کارکنان سرویس گردآوری ویژه به افغانستان رفتند تا دستگاه‌های شنود را در طیف گسترده‌ای از بی‌سیم‌های اصلی القاعده کار بگذارند.

### چین
شایع بود که در سال ۲۰۰۱ (میلادی) سرویس گردآوری ویژه در عملیات کارگذاری ۲۷ دستگاه شنود کنترل با ماهواره در بوئینگ ۷۶۷-۳۰۰ای‌آر رئیس‌جمهور پیشین چین جیانگ زمین که هواپیمای جت رسمی او است دست داشته است. اگرچه این دستگاه‌های شنود، پیش از آنکه فعال شوند پیدا شدند.

### جنگ عراق
پیش از تهاجم به عراق در سال ۲۰۰۳ سرویس گردآوری ویژه به عنوان نیروی «پیشرو» آمریکا در شنود الکترونیک شناخته می‌شد. کارکنان سرویس گردآوری ویژه، آنتن‌های زیادی را ساخته و در محدوده‌های روستایی عراق بعثی نصب کرده بودند تا ارتباطات ریزموج عراقی‌ها را رهگیری کنند. اما رهگیری ارتباطات عراقی‌ها دشوار بود؛ زیرا دکل‌های مخابراتی عراقی‌ها بر روی تپه نصب شده و دامنه باند باریک و زاویه بسیار کجی داشتند؛ بنابراین پراکندگی امواج، بیش از آن بود که بتوان از هوا یا با ماهواره آنها را رهگیری کرد.
در ۱۹۹۸ حکومت آمریکا یک استرالیایی را به عنوان کارمند در سرویس گردآوری ویژه بکار گرفت و به عراق بعثی فرستاد. این کارمند دربارهٔ نگرانی‌ها دربارهٔ امور داخلی عراق بعثی گزارش می‌داد. اطلاعات این کارمند، «کلان‌داده بسیار بزرگی بود و او هیچ بازخوردی دربارهٔ خوب یا بد، یا مفید بودن این اطلاعات نمی‌داد.» او بعدها گفت: «این، عملیات گردآوری اطلاعات بسیار گسترده‌ای بوده – کاری که در آن هنگام بر پایه شورای امنیت سازمان ملل متحد قرار نبود انجام شود.»
پس از حمله به عراق، کارکنان سرویس گردآوری ویژه برای دستگیری صدام حسین بکار گرفته شدند. آنها تجهیزات پیشرفته شنود را در جاهای هدف کار گذاشتند تا ارتباطاتی را شنود کنند که کارشناسان تحلیل صدا آنها را بررسی کنند.

### جنگ علیه ترور
سرویس گردآوری ویژه برای داشتن دست بالا در جنگ با تروریسم استفاده زیادی از دستگاه‌های شنود می‌کند و این کار را با کارگذاری این دستگاه‌ها در پایتخت کشورهای خاور میانه انجام می‌دهد. نمونه آن، پیدا کردن شبکه تروریستی اسامه بن لادن است. در ۱۹۹۹ تیم سرویس گردآوری ویژه، بر کمپ‌های آموزشی القاعده را در نزدیکی خوست نظارت می‌کرد.
هنگامیکه آمریکا مخفیگاه اسامه بن لادن را در ایبت‌آباد پاکستان پیدا کرد کارکنان سرویس گردآوری ویژه پایگاهی را در آپارتمانی که آژانس اطلاعات مرکزی (سیا) در ۱ مایل (۱٫۶ کیلومتر) مخفیگاه اجاره کرده بود برپا کردند. آنها لیزرهایی را به پنجره‌های مخفیگاه نشانه گرفتند و با تحلیل لرزش‌ها می‌توانند شمار کسانی را که در درون و بیرون ساختمان هستند بدانند. همچنین متوجه شدند کسی در مخفیگاه هست که هرگز ریسک خروج از پناهگاه را نمی‌کند. در ۲ مه ۲۰۱۱ بین لادن در همه نیروهای عملیات ویژه آمریکا در درون آن مخفیگاه کشته شد.

## برنامه‌ها
- استیت‌روم